# Département de l'Éducation de la ville de New York
Le département de l’Éducation de la ville de New York (New York City Department of Education, ou NYCDOE, précédemment Board of Education of the City of New York soit « Bureau d'Éducation de la ville de New York » en français) est le district scolaire de New York. Le district a son siège dans le Tweed Courthouse, Manhattan. Le district est le plus grand district scolaire aux États-Unis.

## Galerie

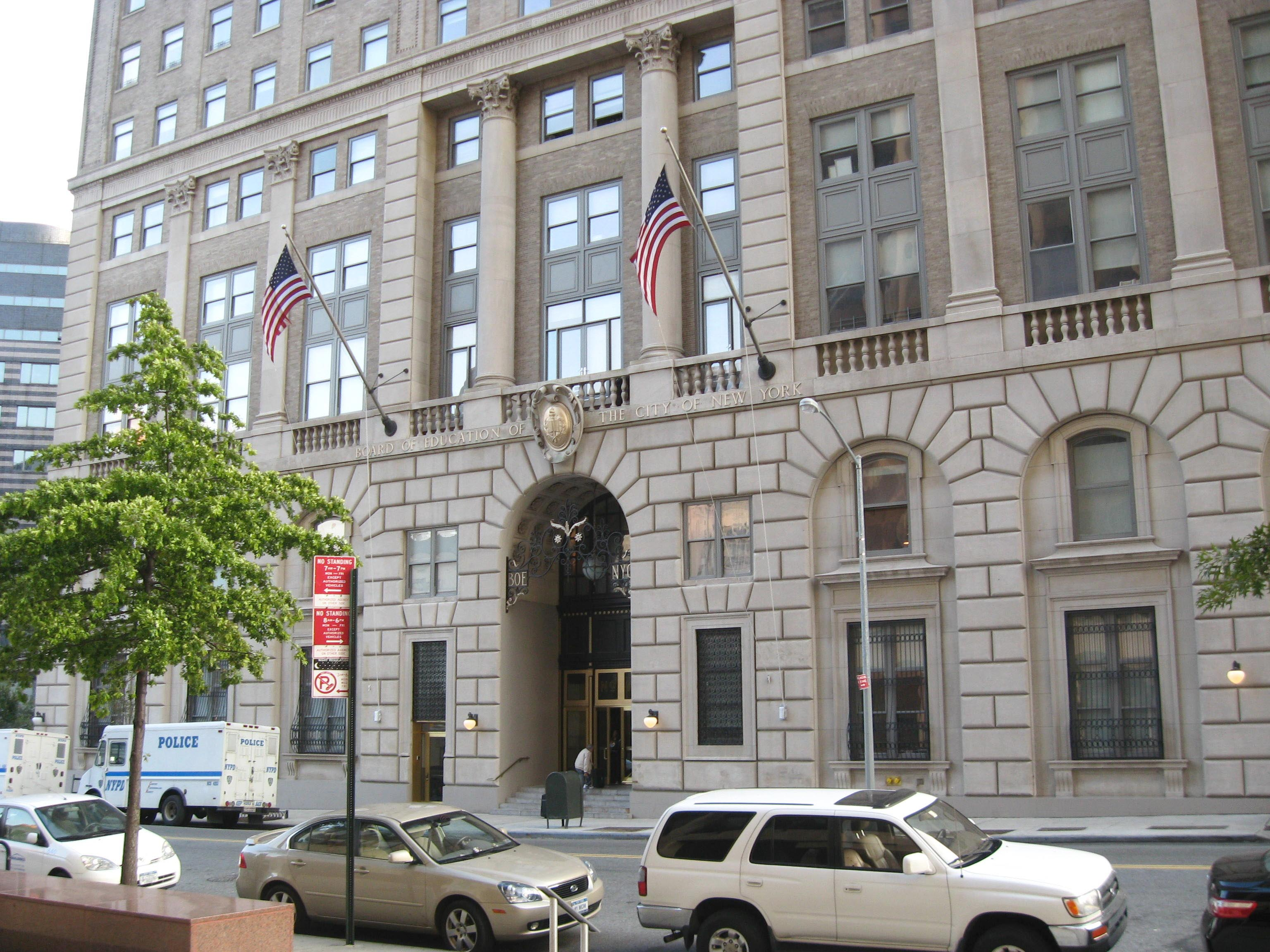
110 Livingston Street, l'ancien siège
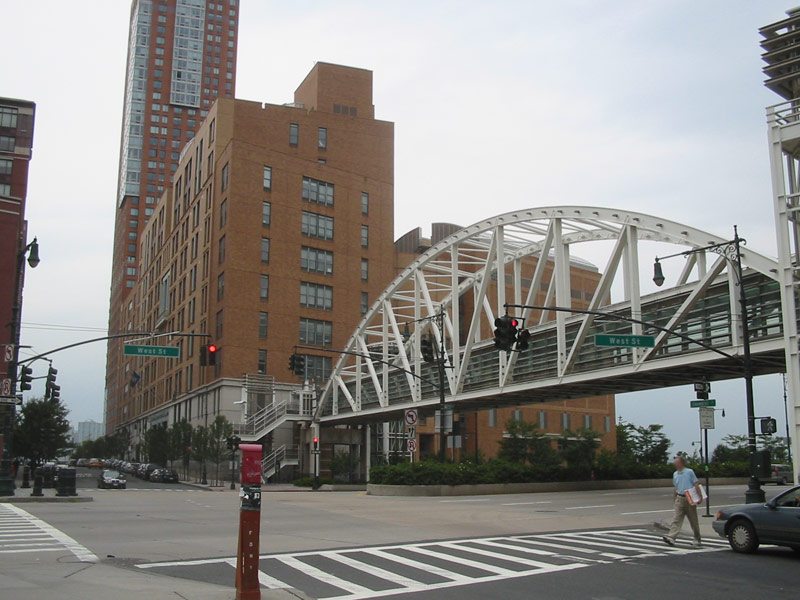
Stuyvesant High School